# Conférence de Buenos Aires de 1998 sur les changements climatiques
Pour les articles homonymes, voir COP 4.
La Conférence de Buenos Aires de 1998 sur les changements climatiques, ou COP 4, est la quatrième Conférence des parties organisée par  l'Organisation des Nations unies pour le Climat. Elle s'est tenue du 2 au 14 novembre au centre des expositions de Buenos Aires en Argentine, réunissant les pays signataires de la Convention-cadre des Nations unies sur les changements climatiques (CCNUCC).

## Contexte
La conférence se tient un an après la Conférence de Kyoto lors de laquelle, pour la première fois, les pays industrialisés ont adopté des objectifs de réduction de leurs émissions, en leur donnant un caractère juridiquement contraignant. « A Buenos Aires, les gouvernements vont tenter d’établir des règles pour atteindre ces objectifs » déclare en ouverture, Michael Zammit Cutajar, Secrétaire exécutif de la Convention.
Parmi les priorités du programme de travail de Buenos Aires, il y a la nécessité d’étoffer les trois mécanismes créés par le Protocole. Ces derniers sont destinés à aider les pays développés à atteindre leur objectif commun qui est de réduire, en cinq ans, l’ensemble de leurs émissions de 5 % au cours d’une période allant de 2008 à 2012. Un régime international d’échanges de droits d’émissions devrait permettre au pays développés ayant réduit leurs émissions au-delà de l’objectif convenu de céder leurs droits d’émissions à d’autres. Un mécanisme pour un développement « propre » devrait en outre permettre aux pays industrialisés de financer des projets aboutissant à une réelle réduction des émissions dans des pays en développement, et d’obtenir, en conséquence, un crédit de réduction.
Autre problème non résolu à Kyoto, les « puits », notamment les forêts, qui en absorbant le dioxyde de carbone dans l’atmosphère contribuent à réduire les émissions globales. A l’issue d’un débat houleux, certains puits ont été inclus dans le calcul des objectifs de Kyoto, mais les problèmes méthodologiques concernant l’estimation de leur contribution demeurent. 

## Organisation et déroulement

### Présidence
La présidence est assurée par Mme María Julia Alsogaray, secrétaire aux ressources naturelles et au développement durable d'Argentine.

### Participants
La conférence de Buenos Aires a accueilli près de 5 000 participants

## Décisions
21 décisions sont prises lors de cette conférence.
Au cours de la conférence, le 12 novembre, les États-Unis sont devenus le 60e pays à signer le protocole de Kyoto. Le protocole deviendra juridiquement contraignant lorsqu'au moins 55 pays, dont des pays développés représentant au moins 55 % des émissions de dioxyde de carbone de ces pays en 1990, l'auront signé puis ratifié. À ce jour, les pays développés signataires représentent 78,7 % des émissions du groupe. Deux pays - Fidji et Antigua-et-Barbuda - ont ratifié l'accord.
Bien que la question des engagements futurs des pays développés et des pays en développement ne figurait pas à l'ordre du jour, des discussions informelles à ce sujet ont fait partie de la toile de fond de la réunion. Dans son discours aux participants, le président Carlos Menem d'Argentine a exprimé l'intention de son pays d'adopter volontairement un objectif de limitation des émissions pour la période 2008-2012. Le Kazakhstan a exprimé quant à lui son intention de rejoindre le groupe des pays industrialisés et d'accepter un objectif juridiquement contraignant.
En réponse aux dégâts causés par l'ouragan Mitch au Honduras, au Nicaragua et dans les pays voisins, la Conférence a adopté une résolution sur la solidarité avec l'Amérique centrale. Cette résolution reconnaît la grande vulnérabilité de la région aux phénomènes climatiques et la nécessité de poursuivre les recherches scientifiques sur les liens possibles entre le changement climatique et les événements extrêmes.

### Plan d’action  de Buenos Aires
Les mécanismes du protocole de Kyoto ont fait l'objet d'un débat intense, mais la complexité et la difficulté de trouver un accord sur ces questions se sont avérées insurmontables, et les parties ont adopté un plan d'action de deux ans pour faire avancer les efforts et concevoir des mécanismes de mise en œuvre du protocole de Kyoto, qui devait être achevé en 2000.
Pour garantir l'efficacité et la crédibilité des mécanismes du protocole de Kyoto, le plan de travail peut aborder des questions telles que la nature et la portée des mécanismes, les critères d'éligibilité des projets, la compatibilité avec le développement durable, les critères d'audit et de vérification, les rôles institutionnels, les principes et les lignes directrices, etc.